# Włoska narzeczona
Włoska narzeczona (hiszp. Muchacha italiana viene a casarse) – meksykańska telenowela z 2014 roku. Serial jest remakiem meksykańskiej telenoweli Muchacha italiana viene a casarse z 1971 roku.

## Wersja polska
W Polsce telenowela była emitowana na kanale TV4 od poniedziałku do piątku o godzinie 17:00, powtórki o 11:00. Pierwszy odcinek wyemitowano 16 października 2015 roku, a ostatni 20 czerwca 2016 roku. Autorką tekstu była Karolina Władyka. Lektorem serialu był Radosław Popłonikowski.

## Fabuła[4]
Fiorella (Livia Brito) wraz z siostrą i ojcem mieszka we Włoszech. Po śmierci ojca dziewczyny wyjeżdżają do Meksyku. Mają tam się spotkać z przyjacielem rodziny - Vittorio (Enrique Rocha), który zamierza poślubić Fiorellę. Dziewczyna gubi jednak adres narzeczonego, co uniemożliwia spotkanie z nim. Podejmuje więc pracę na miejscu. Tam poznaje Pedra (José Ron) - dawnego znajomego z Włoch. Jest on w sekrecie związany z szefową Fiorelli. Z obawy przed ujawnieniem sekretu, próbuje przekupić Fiorellę, która jednak nie przyjmuje pieniędzy. Po śmierci szefowej, Fiorella prosi Pedra o pracę na jego ranczo. Wkrótce zakwita między nimi uczucie.

## Obsada
- Livia Brito - Fiorella Bianchi / Fiorella Ortzini Michel
- José Ron - Pedro Ángeles
- Enrique Rocha - Vittorio Dragone
- Fernando Allende - Sergio Ángeles
- Isela Vega - Eloísa Vda. de Ángeles
- Salvador Pineda - Dante Dávalos
- Maribel Guardia - Julieta Michel
- Nailea Norvind - Federica Ángeles
- Lourdes Munguía - Joaquina
- Francisco Gattorno - Aníbal Valencia
- Mike Biaggio - Osvaldo Ángeles
- Mimi Morales - Sonia Roldán de Ángeles
- César Bono - Reynaldo Segura
- Raquel Garza - Adela de Segura
- Ricardo Blume - Mario Bianchi
- Jessica Coch - Tania Casanova
- Arturo García Tenorio - Fidel
- Eleazar Gómez - Benito Segura
- Ela Velden - Gianna Bianchi
- Paula Marcellini - Roxana Ángeles.
- José Pablo Minor - Gael Ángeles
- Marco DiMauro - Santino Ortzini
- Sol Méndez - Diana Alarcón
- Mariagna Prats - Pilar Bravo
- Candela Márquez - Aitana De la Riva Palma
- Claudia Acosta - Simona
- Carmen Rodríguez - Celeste Palma de De la Riva
- José Antonio Barón - Benigno De la Riva
- Claudio Báez - Máximo Ángeles
- Alicia Encinas - Libia Alarcón
- Marcus Ornellas - Agustín
- Roberto Malta - Fabio
- Aitor Iturrioz - Ramiro
- Irina Baeva - Katia
- David Fridman - Domingo
- Dobrina Cristeva - Belinda
- Polly - Viridiana
- Luis Bayardo - Juez